# Emily Craig

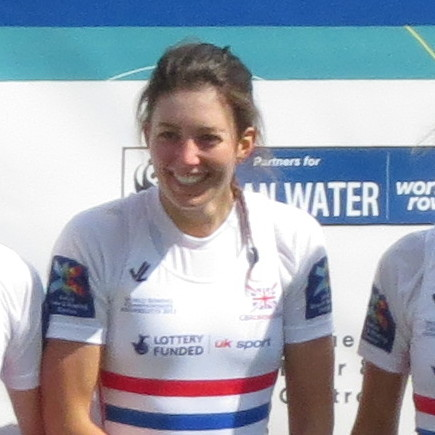
Emily Craig bei den Ruder-Weltmeisterschaften 2015

Emily Elizabeth Craig, MBE (* 30. November 1992 in Pembury, Kent) ist eine britische Leichtgewichts-Ruderin. Sie wurde 2024 Olympiasiegerin.

## Sportliche Karriere
Bei den U23-Weltmeisterschaften 2013 gewann Emily Craig mit dem britischen Leichtgewichts-Doppelvierer Bronze. 2014 trat sie im Leichtgewichts-Einer an und belegte den sechsten Platz. Bei den Weltmeisterschaften 2015 auf dem Lac d’Aiguebelette siegte der deutsche Leichtgewichts-Doppelvierer vor den Britinnen mit Brianna Stubbs, Ruth Walczak, Emily Craig und Eleanor Piggott. Im Jahr darauf traten Stubbs, Craig, Imogen Walsh und Piggott bei den Weltmeisterschaften 2016 in Rotterdam an und siegten vor dem deutschen Boot.
Bei den Europameisterschaften 2017 trat Emily Craig mit Katherine Copeland im Leichtgewichts-Doppelzweier an und gewann Bronze hinter den Polinnen und den Niederländerinnen. Vier Monate später belegten Craig und Copeland den fünften Platz bei den Weltmeisterschaften in Sarasota. Im Jahr darauf traten Eleanor Piggott und Emily Craig im Leichtgewichts-Doppelzweier an und belegten den fünften Platz bei den Weltmeisterschaften 2018 in Plowdiw. 2019 trat Emily Craig zunächst mit Madeleine Arlett und dann mit Eleanor Piggott an. Ende August ruderten bei den Weltmeisterschaften in Linz-Ottensheim Imogen Grant und Emily Craig im Leichtgewichts-Doppelzweier an und erkämpften die Bronzemedaille hinter den Booten aus Neuseeland und aus den Niederlanden. 2021 gewannen die beiden die Silbermedaille hinter den Italienerinnen und vor den Niederländerinnen bei den Europameisterschaften in Varese. Bei den Olympischen Spielen in Tokio belegten die Britinnen den vierten Platz mit 0,01 Sekunden Rückstand auf die drittplatzierten Niederländerinnen.
2022 bei den Europameisterschaften in München gewannen Craig und Grant den Titel vor den Französinnen. Einen Monat später siegten die beiden Britinnen bei den Weltmeisterschaften in Račice u Štětí vor den Booten aus den Vereinigten Staaten und aus Irland. Im Jahr darauf konnten Craig und Grant ihren Titel bei den Europameisterschaften 2023 in Bled verteidigen, sie siegten vor den Crews aus Griechenland und aus Frankreich. Drei Monate später bei den Weltmeisterschaften in Belgrad gewannen die beiden Britinnen vor der US-Crew und den Rumäninnen. 2024 bei den Europameisterschaften in Szeged belegten Grant und Craig den vierten Platz und hatten abei etwa eine Sekunde Rückstand auf die drittplatzierten Italienerinnen. Drei Monate später bei den Olympischen Spielen in Paris gewannen die beiden Britinnen mit 1,7 Sekunden Vorsprung vor dem rumänischen Boot.
2025 wurde sie für ihre Verdienste um den Rudersport zum Member des Order of the British Empire (MBE) ernannt.